# Livingston (Tennessee)
Livingston és una població dels Estats Units a l'estat de Tennessee. Segons el cens del 2000 tenia 3.498 habitants.

## Demografia
Segons el cens del 2000, Livingston tenia 3.498 habitants, 1.543 habitatges, i 924 famílies. La densitat de població era de 262,8 habitants/km².
Dels 1.543 habitatges en un 22,9% hi vivien nens de menys de 18 anys, en un 42,3% hi vivien parelles casades, en un 14,2% dones solteres, i en un 40,1% no eren unitats familiars. En el 37,1% dels habitatges hi vivien persones soles el 18,1% de les quals corresponia a persones de 65 anys o més que vivien soles. El nombre mitjà de persones vivint en cada habitatge era de 2,15 i el nombre mitjà de persones que vivien en cada família era de 2,8.
Per edats la població es repartia de la següent manera: un 20% tenia menys de 18 anys, un 8,6% entre 18 i 24, un 24,3% entre 25 i 44, un 23,8% de 45 a 60 i un 23,2% 65 anys o més.
L'edat mediana era de 43 anys. Per cada 100 dones de 18 o més anys hi havia 77,5 homes.
La renda mediana per habitatge era de 23.309 $ i la renda mediana per família de 34.141 $. Els homes tenien una renda mediana de 25.183 $ mentre que les dones 20.991 $. La renda per capita de la població era de 15.558 $. Entorn del 14,4% de les famílies i el 19,3% de la població estaven per davall del llindar de pobresa.

## Poblacions més properes
El següent diagrama mostra les poblacions més properes.